# Balletti di Frederick Ashton
Questa è una lista per decennio, al momento ancora incompleta, dei balletti creati dal coreografo inglese Frederick Ashton.

## 1920
- A Tragedy of Fashion (musica di Eugene Goossens, arrangiata da Ernest Irving) (1926)
- Various dances for a Purcell Opera Society production of The Fairy-Queen: (musica di Henry Purcell) (1927)
- Pas de deux (musica di Fritz Kreisler) (1927)
- Suite de danses (musica di Wolfgang Amadeus Mozart) (1927)
- Argentine Dance (musica di Artello) (1927)
- Nymphs and Shepherds (musica di Wolfgang Amadeus Mozart) (1928)
- Leda (musica di Christoph Willibald Gluck) (1928)
- Various dances for Jew Süss (musica di scena arrangiata da Constant Lambert) (1929)

## 1930
- Capriol Suite (musica di Peter Warlock) (1930)
- Pomona (musica di Constant Lambert) (1930)
- Regatta (musica di Gavin Gordon) (1931)
- La Péri (musica di Léo Delibes) (1931)
- Façade (musica di William Walton) (1931)
- The Lady of Shalott (musica di Jean Sibelius) (1931)
- Foyer de danse (musica di Lord Berners) (1932)
- Les Masques (musica di Francis Poulenc) (1933)
- Les Rendezvous (musica di Daniel Auber, arrangiata da Constant Lambert) (1933)
- Pavane pour une enfante défunte (musica di Maurice Ravel) (1933)
- Mephisto Valse (musica di Franz Liszt) (1934)
- Le Baisier de la fée (musica di Igor' Stravinskij) (1935)
- Apparitions (musica di Franz Liszt, arrangiata da Constant Lambert e orchestrata da Gordon Jacob) (1936)
- Nocturne (musica di Frederick Delius) (1936)
- Les Patineurs (musica di Giacomo Meyerbeer, arrangiata da Constant Lambert) (1937)
- A Wedding Bouquet (musica di Lord Berners) (1937)
- Horoscope (musica di Constant Lambert) (1938)
- The Judgement of Paris (musica di Lennox Berkeley) (1938)
- Cupid and Psyche (musica di Lord Berners) (1939)

## 1940
- Dante Sonata (musica di Franz Liszt, orchestrata da Constant Lambert) (1940)
- The Wise Virgins (musica di Johann Sebastian Bach, orchestrata da William Walton), (1940)
- The Wanderer (musica di Franz Schubert) (1941)
- The Quest (musica di William Walton) (1943)
- Symphonic Variations (musica di César Franck) (1946)
- Les Sirènes (musica di Lord Berners, orchestrata da Roy Douglas) (1946)
- varie danze per una produzione Royal Opera de The Fairy-Queen (musica di Henry Purcell, arrangiata da Constant Lambert) (1946)
- Valses nobles et sentimentales (musica di Maurice Ravel) (1947)
- Scènes de ballet (musica di Igor' Stravinskij) (1948)
- Don Juan (musica di Richard Strauss) (1948)
- Cinderella (musica di Sergej Prokof'ev) (1948)
- Le Rêve de Léonor (musica di Benjamin Britten, orchestrata da Arthur Oldham) (1949)

## 1950
- Illuminations (musica di Benjamin Britten) (1950)
- Daphnis et Chloé (musica di Maurice Ravel) (1951), creata per Margot Fonteyn e Michael Somes
- Tiresias (musica di Constant Lambert) (1951)
- Sylvia (musica di Léo Delibes) (1952)
- Picnic at Tintagel (musica di Arnold Bax) (1952)
- Homage to the Queen (musica di Malcolm Arnold) (1953)
- Romeo and Juliet (musica di Sergej Prokof'ev) (1955)
- Rinaldo and Armida (musica di Malcolm Arnold) (1955)
- La Peri (musica di Paul Dukas) (1956)
- Birthday Offering (musica di Aleksandr Glazunov, arrangiata da Robert Irving) (1956)
- Ondine (musica di Hans Werner Henze) (1958), creata per Dame Margot Fonteyn
- La Valse (musica di Maurice Ravel) (1958)

## 1960
- La fille mal gardée (musica di Ferdinand Hérold - John Lanchbery (1960)
- Persephone (musica di Igor' Stravinskij) (1961)
- The Two Pigeons (musica di André Messager, arrangiata da John Lanchbery) (1961)
- Marguerite and Armand (musica di Franz Liszt, orchestrata da Humphrey Searle) 1963). Solisti: Margot Fonteyne e Rudol'f Nureev
- The Dream ispirato a A Midsummer's Night Dream di Shakespeare (musica di Felix Mendelssohn, parte della musica arrangiata da John Lanchbery) (1964)
- Monotones (musica di Erik Satie, orchestrata da Claude Debussy) (1965)
- Jazz Calendar (musica di Richard Rodney Bennett) (1968)
- Enigma Variations (musica di Edward Elgar) (1968)

## 1970
- Die Geschöpfe des Prometheus (The Creatures of Prometheus) (musica di Ludwig van Beethoven) (1970)
- Lament of the Waves (musica di Gérard Masson) (1970)
- The Walk to the Paradise Garden (musica di Frederick Delius) (1972)
- Five Brahms Waltzes (musica di Johannes Brahms) (1975)
- A Month in the Country (musica di Frédéric Chopin, arrangiata da John Lanchbery) (1976)
- Hamlet Prelude (musica di Franz Liszt) (1977)
- Voices of Spring (musica di Johann Strauss II) (1977)

## 1980
- Rhapsody (musica di Sergej Rachmaninov) (1980)
- Pas de légumes (musica di Gioachino Rossini) (1982)
- La chatte métamorphosée en femme (musica di Jacques Offenbach) (1985)